# Баннер
Баннер (англ. banner — флаг, транспарант) — графическое изображение рекламного характера. 
Баннеры размещают для привлечения клиентов, для информирования или для создания позитивного имиджа. В старину под баннером подразумевалось главное знамя какого-либо войска (в этом смысле название применялось у индо-германских народов; в феодальную эпоху так называлась главная государственная хоругвь, под которой собирались все вассалы государства).

## Основные виды баннеров

### В наружной рекламе

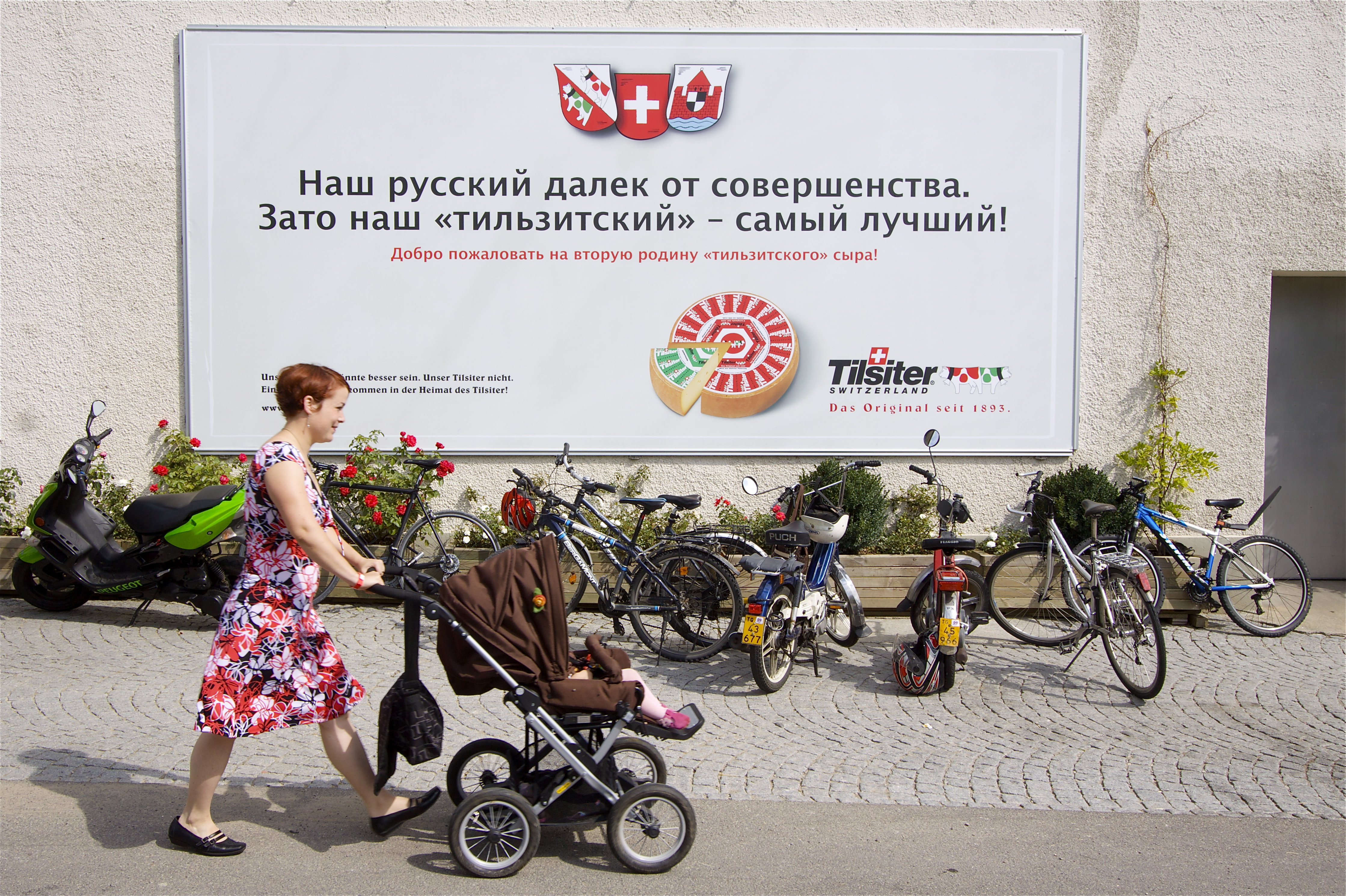
Рекламный баннер на улице города

Под словом «баннер» обычно подразумевается тканевое полотно прямоугольной формы с изображением или текстом информационного или рекламного содержания. В деловой среде его синонимами выступают перетяжки, транспаранты. Все эти изделия являются эффективными инструментами наружной рекламы и изготавливаются методом широкоформатной печати либо ручной работой краской, маркером и так далее. Основным материалом для их производства служат литые толстые полихлорвиниловые плёнки, называемые часто по преимущественному использованию баннерной тканью. Для таких задач, как оформление зданий, трибун, массовых мероприятий зачастую баннерную ткань заменяют баннерной сеткой, что облегчает общий вес конструкции и устраняет эффект парусности.

#### Материал баннеров
1. Баннерная бумага не является бумагой в полном смысле этого слова. Она пропитана латексом и нейлоном. Очень прочная. Способна висеть на улице до двух месяцев. Есть только один существенный минус — неустойчивость к механическим повреждениям. Оптимальным вариантом будет размещение бумажного баннера на жестком креплении, иначе полотно порвется от первого сильного порыва ветра.
2. Полиэтилен. Если на нём печатать с использованием пигментных чернил, то он способен выдерживать палящие солнечные лучи до пяти месяцев без какого-либо ущерба для яркости красок.
3. Баннерная ткань (синтетическая). Применяется преимущественно в помещении — декорации, флаги, выставочные стенды. При печати используют специальную подложку из бумаги, чтобы исключить перекос материала. После завершения печати подложка без труда удаляется.
4. Виниловый баннер состоит из прочной сетки и винилового покрытия (двустороннего). Иногда, чтобы увеличить срок службы баннера, на его поверхность наносят лаковое покрытие.

Виниловые баннеры в свою очередь можно разделить на несколько подкатегорий в зависимости от того, на какой рекламной конструкции они будут использоваться.
- Frontlit — применяется при печати на одной стороне, при нанесении аппликации или в конструкциях, подсвеченных фронтально.
- Backlit — используется в световых коробах. Основное свойство — рассевание света.
- Mesh-Net — не создаёт бликов, не «боится» ветра. Используется для изготовления рекламы больших размеров.
- Blackout — оснащен внутренним слоем чёрного цвета, за счёт чего совершенно непрозрачен. Идеален для перетяжек и транспарантов.

#### Баннерные конструкции
Существуют следующие виды баннерных конструкций:
- рекламный щит, стоящий отдельной конструкцией или прикрепленный к фасаду здания, сооружения,
- панно - вид баннерной рекламы, который крепится на фасаде здания с помощью дюбель-колец,
- световые короба - конструкции с подсветкой изнутри,
- бренд-воллы (пресс-воллы) - мобильные баннерные конструкции, состоящие из баннерного полотна и металлического каркаса,
- брандмауэр -  рекламная конструкция, которая оснащена осветительными прожекторами и крепится на фасаде здания.

Важным моментом в качественном креплении баннерной конструкции является максимальное натяжение рекламного полотна для создания гладкости поверхности.

#### Методы крепления
- монтаж на металлические рамы, на которые натягивается баннерная ткань. Используется на неровных фасадах здания.
- анкерные кольца для закрепления баннера применяются при монтаже на ровные поверхности зданий, где нет выступов,
- деревянные рамы применяются для монтажа баннера в проемы окон и витрин, ткань к такой раме прикрепляется степлером,
- на люверсах, саморезами. Баннеры крепятся дюбелями или саморезами через люверсы к стене здания.
- на трубах. В баннере создаются карманы по всему периметру полотна. В них заводятся трубы и натягивают баннер для создания ровности поверхности.
- на карманах. В момент печати баннера по периметру оставляют припуск, который загибают и формируют карман. В карманах располагают трубы, и затем натягивают баннер с помощью скоб и кронштейнов.
- на шнуровке(на  хомутах). Баннеры шнуруются к раме через люверсы.
- на тросах - монтируется с помощью карабинов сквозь люверсы на металлические тросы.
- комбинированный метод крепления предусматривает монтаж баннера, когда в длину растягивают полотно на трубах, а в ширину на люверсах.

### В интернет-рекламе
- Баннер — один из преобладающих форматов интернет-рекламы. Представляет собой графическое изображение, аналогичное рекламному модулю в прессе, но способное содержать анимированные (редко видео-) элементы, а также может являться гиперссылкой на сайт рекламодателя или страницу с дополнительной информацией.

Существует два вида баннеров: статические и динамические. Статические баннеры размещаются на определённый срок. В данном случае рекламодатель покупает конкретное место на сайте. Чаще всего статические баннеры можно встретить на региональных интернет-порталах. Следовательно, выбирая динамику, рекламодатель платит за количество показов на одного пользователя. Динамические баннеры используют как региональные, так и федеральные порталы. По клику рекламодатель платит конкретно за клик, то есть переход на его сайт. Примером может служить Контекстная реклама.
Виды баннера различаются по типу графического изображения на сайте:
Каждый тип баннера представляет собой графическое изображение в формате GIF или JPEG. Изображение на них может быть как статичное (или неподвижное), так и анимированное (в формате GIF эффект движения достигается чередованием нескольких изображений).
На данный момент в интернете различают три типа баннеров:
- Статичные баннеры — одиночное графическое изображение, без движения, содержащее дополнительные элементы.
- GIF-баннеры — представляют собой последовательность растровых кадров, которые сменяют друг друга. Смена кадров происходит последовательно с учётом запрограммированной задержки каждого кадра. Данный вид анимации GIF обычно используется при несложном сценарии. Плавность движений в таком баннере может достигаться только за счёт множества промежуточных кадров, что даёт визуальный эффект движения. Но это существенно сказывается на объёме баннера.
- Flash-баннеры или Java — создаются в программе Adobe Flash. В отличие от традиционных, использующих растровую графику, эти баннеры используют векторную графику, что позволяет получать анимационные эффекты при небольшом размере баннера. Кроме того, Flash-баннеры предоставляют возможность использования звуковых эффектов, что повышает эффективность баннера как рекламного носителя по сравнению с традиционным. Эффекты во Flash-баннере имеют более впечатляющий вид. Изнутри баннер строится по принципу слоев. На каждом из слоев может быть реализована независимая компьютерная анимация. Использование векторной графики даёт возможность реализовывать в баннере целые мультипликационные сюжеты. Также технология Flash предусматривает возможность создания интерактивного баннера.

### В спорте
На спортивных мероприятиях баннеры размещаются болельщиками с целью оказать поддержку отдельному спортсмену или целой команде, или, наоборот, выразить недовольство игрой или политикой руководства, или высмеять и оскорбить противника и/или его болельщиков. Как правило, большинство таких баннеров используется только один раз.
В футбольной среде существуют официальные правила, которые запрещают проносить на стадион баннеры, содержащие любые формы проявления дискриминации, а также нецензурные выражения. За запрещенный баннер, каким-либо образом пронесённый на стадион, могут наложить штраф на клуб или на отдельных болельщиков команды.
Кроме того, многие официальные или неофициальные фан-клубы имеют неизменные баннеры, на которых написаны названия организаций/группировок или их лозунг. Их обычно вывешивают на стадионе во время гостевого матча, реже — домашнего. Как правило, такой баннер становится «визитной карточкой» фан-клуба. Иногда на обратной стороне баннера отмечают дату и место выезда (см. Сленг футбольных хулиганов).
В зависимости от поставленных задач при изготовлении баннеров для спортивных мероприятий обычно используются баннерная сетка или синтетическая ткань.